# Um Réquiem Alemão
Um Réquiem Alemão, sobre palavras da Santa Escritura, Op. 45 (em alemão:  Ein deutsches Requiem, nach Worten der heiligen Schrift, op. 45) de Johannes Brahms, é uma grande obra para coral, orquestra e solistas, composta entre 1865 e 1868. Com sete partes, que demoram uns 70 minutos, é a maior obra de Brahms. O réquiem de Brahms é música sacra, mas não música litúrgica como os réquiens de Verdi, Mozart e outros compositores católicos. Brahms, assim como Bach, era protestante luterano e exprime com sua obra a seriedade e firmeza da fé dessa igreja tradicional. Ele usa a língua alemã, como já sugere o título da obra.

## História
A mãe de Brahms morreu em fevereiro de 1865, e esse fato provavelmente inspirou-o para compor um réquiem. Essa morte foi a segunda grande perda na vida de Brahms depois da morte do amigo e compositor Robert Schumann em 1856.
Até o fim de abril 1865, Brahms completou a primeira, a segunda e a quarta parte. A segunda parte está embaseada em esboços do ano 1854, o ano do declínio de Robert Schumann. Brahms, em 1854, foi para Düsseldorf, Alemanha, para ajudar a Clara Schumann, a esposa de Robert, e as crianças pequenas.
Brahms completou a quinta parte em 1866. Johann Herbeck regeu as primeiras três partes em Viena no 1º de dezembro de 1867. Essa estreia não saiu bem, porque o timpanista leu algumas partes de forma errada. (Nessa época as orquestras ainda não faziam ensaios antes de apresentar uma obra. A estreia da obra quase completa em 1868 na catedral de Bremen na Sexta-feira Santa, dia 10 de abril de 1868, com Brahms como maestro e o barítono famoso Julius Stockhausen foi um grande sucesso e um ponto decisivo na carreira de Brahms.

## Texto
O próprio Brahms escolheu e arranjou os textos de seu réquiem. Enquanto o réquiem tradicional da igreja católica, usado por compositores como Verdi, Mozart, Cherubini, Dvorak, é um texto litúrgico estandardizado em latim, Brahms escolheu os textos livremente da Bíblia na tradução alemã de Martinho Lutero, incluindo livros apócrifos, que se encontrão em muitas bíblias evangélicas em anexo.
O réquiem católico começa com orações a favor dos mortos. Os protestantes rejeitam a ideia de rezar para um morto, porque o morto, uma vez julgado para salvação ou condenação, não pode mais ser beneficiado com orações e réquiens. Por isso o réquiem de Brahms se direciona aos vivos e começa: Felizes são os que choram, pois serão consolados.

## Partes
Gravações pelo The Holden Consort Orchestra and Choir.
|                                                    | Ein Deutsches Requiem - (01) Selig sind, die da Leid tragen |
| Problemas para escutar este arquivo? Veja a ajuda. |                                                             |

|                                                    | Ein Deutsches Requiem - (02) Denn alles Fleisch, es ist wie Gras |
| Problemas para escutar este arquivo? Veja a ajuda. |                                                                  |

|                                                    | 3. "Herr, lehre doch mich" |
| Problemas para escutar este arquivo? Veja a ajuda. |                            |

|                                                    | 4. "Wie lieblich sind deine Wohnungen" |
| Problemas para escutar este arquivo? Veja a ajuda. |                                        |

|                                                    | 5. "Ihr habt nun Traurigkeit" |
| Problemas para escutar este arquivo? Veja a ajuda. |                               |

|                                                    | [[:Ficheiro:Johannes Brahms - Op.45 Ein Deutsches Requiem - (06) Denn wir haben hie keine bleibende Statt.ogg\|]] |
| Problemas para escutar este arquivo? Veja a ajuda. | |

|                                                    | 7. "Selig sind die Toten" |
| Problemas para escutar este arquivo? Veja a ajuda. |                           |

## Orquestração
*Soprano e barítono (solistas)
- Coral a quatro vozes
- 2 flautas e piccolo
- 2 oboés
- 2 clarinetas

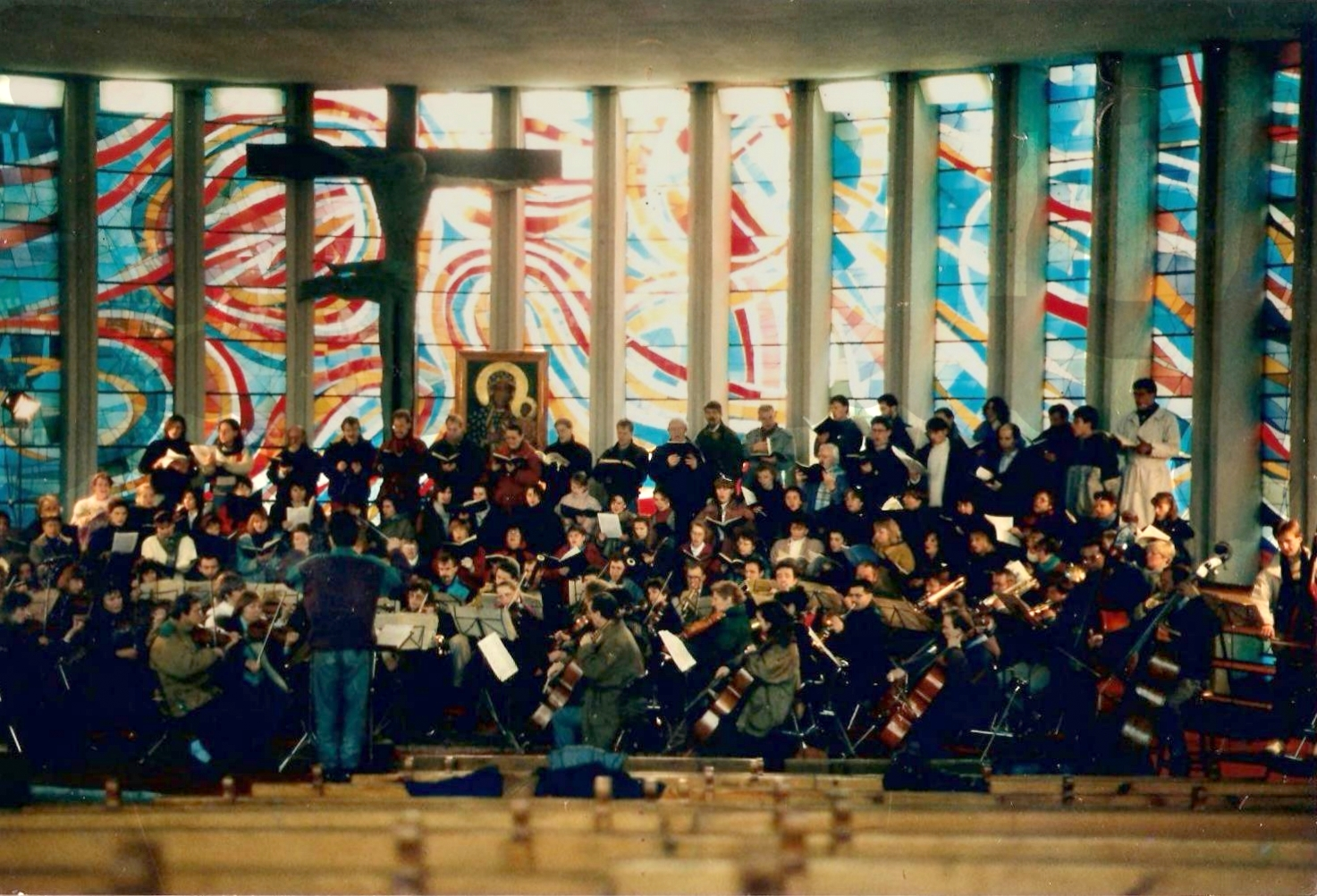
Réquiem Alemão na catedral de Szczecin, Pomerânia, Polônia, com a orquestra sinfônica de Szczecin e maestro Axel Bergstedt.

- 2 fagotes e contrafagote (contrafagotead libitum)
- 4 trompas francêsas
- 2 trompetes
- 3 trombones
- tuba
- tímpanos
- harpa preferidamente dobrada com duas harpas
- órgão (ad libitum)
- cordas

Na primeira parte faltam vários instrumentos, e nem usa violinos.
Existe uma versão para piano a quatro mãos feito por Brahms.